# Cantos del Pueblo

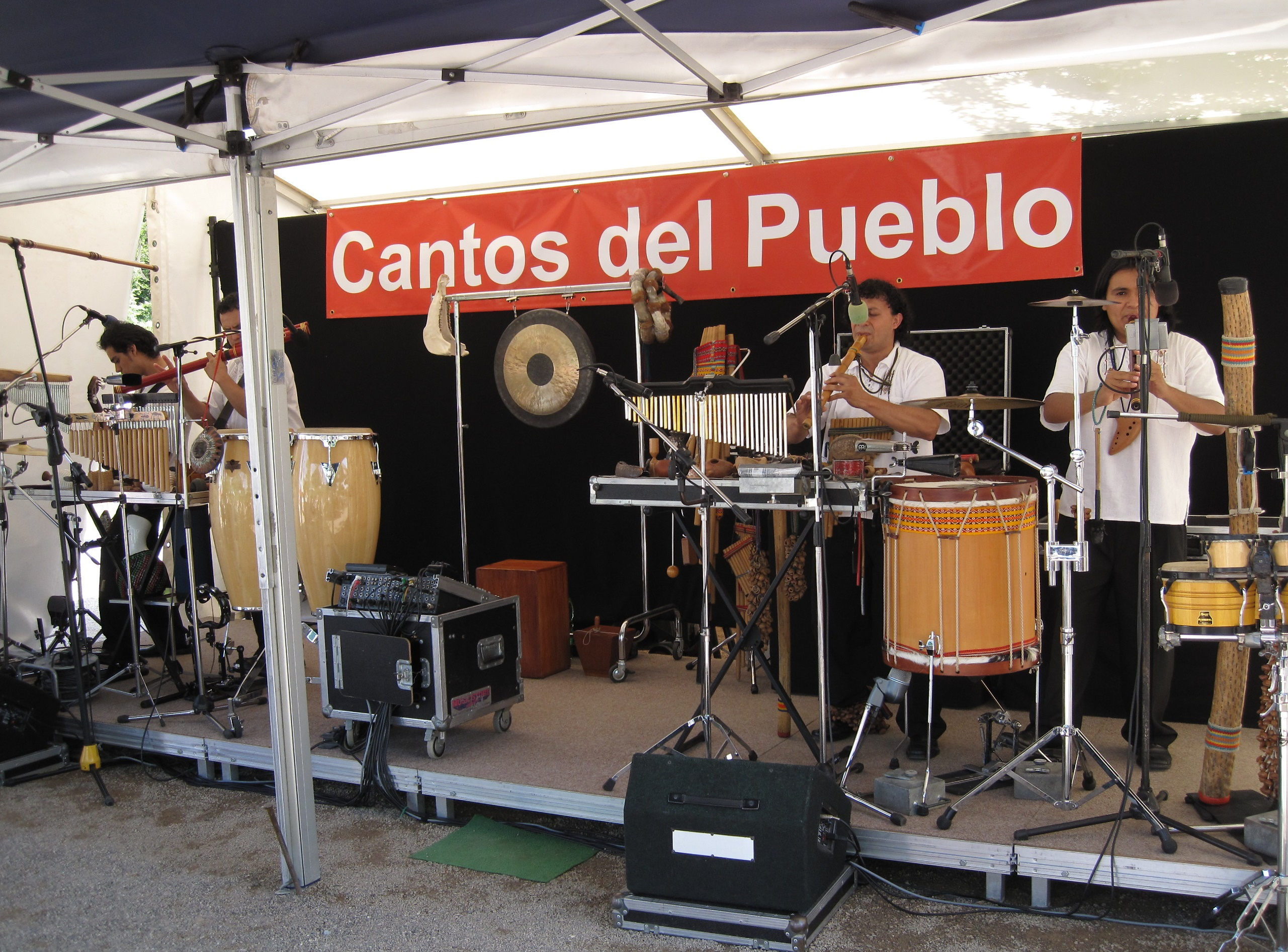
Cantos del Pueblo auf der Landesgartenschau in Hemer.

Cantos del Pueblo ist eine Musikgruppe, die 1987 von den Brüdern Yeoman Prado und Jaunty Prado, Studenten der San-Marcos-Universität in Lima in Peru, gegründet wurde. Die ruhige, meditative und heiter beschwingte Musik, bei der auch traditionelle Musikinstrumente der Andenvölker eingesetzt werden, enthält überlieferte und eigene Kompositionen. Die Gruppe lebt seit 2008 in Rietberg in Deutschland. 
Erste Erfolge verbuchte die Gruppe 1991 mit ihrer Komposition  Cumbres, mit der sie den Fernsehpreis Taki gewann. Ihr Lied El Llanto de la Paloma wurde zum Lied des Jahres in Perú.

## Diskografie
- Los Caminantes, 1997, CD Nr. 010040899
- Horizontes, 1999, CD Nr. 0200161099
- Sentimientos, 2002, CD Nr. 03011202
- Am Ende der Welt, WDR Köln, 2004, (Filmmusik zu einer Dokumentation über Feuerland und Patagonien von Klaus Bednarz) CD Nr. 0400211104
- … de mil colores …, 2007, CD Nr. 050080807